# Huberto de Liège
Huberto ou Humberto (656 – 30 Maio 727) foi um caçador cristão que se tornou o primeiro bispo de Liège em 708. É o santo padroeiro dos caçadores, matemáticos, oculistas e metalúrgicos. Conhecido como o "Apóstolo das Ardenas", ele foi chamado, até o início do século 20, para curar a raiva (doença) através do uso da Chave de Santo Humberto.
Huberto foi amplamente venerado durante a Idade Média. A iconografia de sua lenda está emaranhada com a lenda do mártir Santo Eustáquio. Os Bolandistas publicaram sete primeiras vidas de Huberto (Acta Sanctorum, novembro, i., 759–930); a primeira delas foi obra de um contemporâneo, embora haja poucos detalhes delas.
Morreu em 30 de maio de 727 nas proximidades de um local de um lugar chamado Fura. No final da Idade Média, alegou-se que este lugar foi identificado como Tervuren próximo a Bruxelas, mas estudos recentes consideram Voeren (Fourons), um local muito mais próximo de Liège do que Bruxelas, seja o lugar mais provável. Venerado como santo, sua festa litúrgica é no dia 3 de novembro.

## Primeiros anos
Hubertus nasceu provavelmente em Toulouse por volta do ano 656. Era o filho mais velho de Bertrand, duque da Aquitânia. Quando jovem, Hubert foi enviado para a Nêustria na corte de Teodorico III em Paris, onde seu charme e comportamento social agradável o levaram a investir com a dignidade de "Conde palatino". Como muitos nobres da época, Hubertus era viciado na caça. Enquanto isso, a conduta tirânica de Ebroíno, prefeito do palácio da Nêustria, causou uma emigração geral dos nobres e outros para o tribunal de Austrásia em Metz.
Hubert logo os seguiu e foi calorosamente recebido por Pepino de Herstal, prefeito do palácio, que o fez quase imediatamente grão-mestre da casa. Por volta dessa época (682) Hubert casou-se com Floribanne, filha de Dagoberto, conde de Lovainia. O filho Floribert de Liège mais tarde se tornaria bispo de Liège, pois os bispados eram todos menos considerados feudos hereditários nas grandes famílias dos reinos merovíngiose quase morreu de febre aos 10 anos de idade.

## Conversão

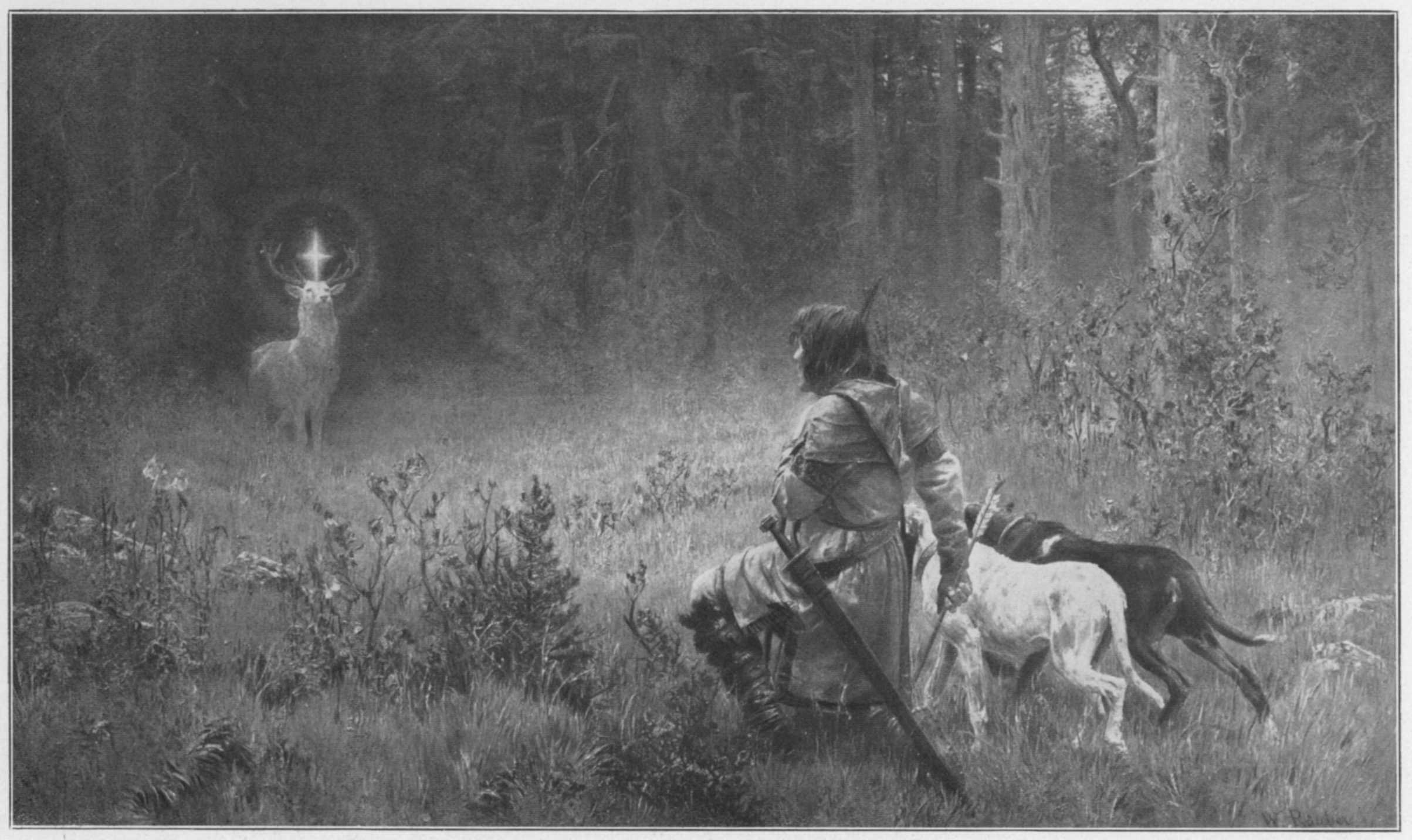
"A coversão de Santo Hubertus", Wilhelm Räuber (1849–1926)

Sua esposa morreu ao dar à luz seu filho e Hubert retirou-se da corte, foi para as arborizadas Ardenas e entregou-se inteiramente à caça. No entanto, uma grande revolução espiritual era iminente. De acordo com uma lenda recente, aconteceu o seguinte: Na manhã da Sexta-feira Santa, quando os fiéis lotavam as igrejas, Huberto partiu para a caça.
Enquanto perseguia um magnífico cervo, o animal se virou e, conforme narra a lenda piedosa, ficou surpreso ao perceber um crucifixo entre seus chifres, enquanto ouvia uma voz dizendo: "Huberto, a menos que você se volte para o Senhor e leve uma vida santa, você irá rapidamente para o inferno. Huberto desmontou, prostrou-se e disse: "Senhor, o que queres que eu faça?" Ele recebeu a resposta: "Vá e procure Lambert, e ele o instruirá."
No entanto, a história do cervo aparece primeiro em uma das lendárias hagiografias (Bibliotheca hagiographica latina , nos. 3994-4002) e foi apropriada da lenda de Santo Eustácio ou Placidus. Só foi atribuído a Santo Huberto no século XV.
Hubertus é homenageado entre os caçadores esportivos como o criador do comportamento ético na caça.
Durante a visão religiosa de Huberto, o Hirsch (alemão: cervo) disse ter ensinado Hubertus a manter os animais em alta consideração e ter compaixão por eles como criaturas de Deus com um valor por direito próprio. Por exemplo, o caçador só deve atirar quando uma morte sem sofrimento, limpa e rápida estiver garantida. Ele deve atirar apenas em veados que já passaram de seus primeiros anos de procriação e abrir mão de um tão esperado tiro em um troféu para, em vez disso, sacrificar um animal doente ou ferido (eutanásia) que possa aparecer em cena.
Além disso, nunca se deve atirar em uma fêmea com filhotes para garantir que os filhotes tenham uma mãe para guiá-los à comida durante o inverno. Esse é o legado de Hubert, que ainda hoje é ensinado e tido em alta conta nos extensos e rigorosos cursos de educação de caçadores alemães e austríacos.
O legado também é seguido pelos mestres, caçadores e seguidores franceses da chasse à courre, que caçam veados, javalis e corças a cavalo e são os últimos herdeiros diretos de Hubert na Europa. Chasse à courre  (a cavalo e com cães) está atualmente revivendo na França. Os caçadores aplicam um conjunto específico de éticas, rituais, regras e táticas que datam do início da Idade Média. Hubert é venerado todos os anos pelos caçadores em cerimônias formais.

## Carreira religiosa

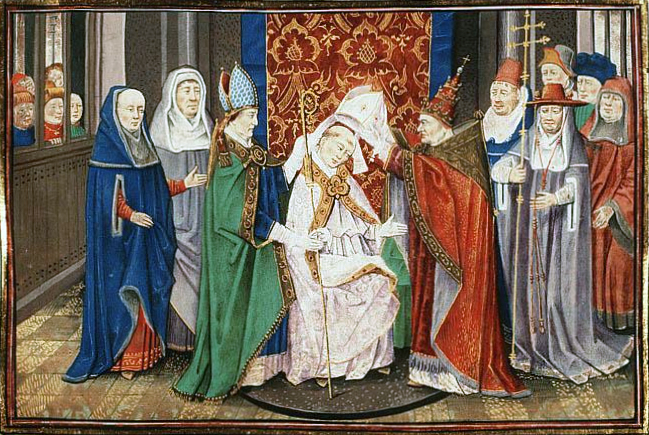
Santo Huberto sendo consagrado Bispo pelo Papa Sérgio I

Huberto partiu imediatamente para Maastricht, pois lá  Lambert era bispo e o recebeu gentilmente e se tornou seu diretor espiritual. Huberto agora renunciou a todas as suas honras consideráveis e entregou seu direito de primogenitura à Aquitânia a seu irmão mais novo, Odão da Aquitânia, a quem ele tornou o guardião de seu filho pequeno, Floriberto. Depois de distribuir toda a sua riqueza pessoal entre os pobres, ele estudou para o sacerdócio, foi logo ordenado e, pouco depois, tornou-se um dos principais associados de São Lamberto na administração de sua diocese. Por conselho de São Lamberto, Huberto fez uma peregrinação a Roma em 708, mas durante sua ausência, Lamberto foi assassinado pelos seguidores de Pepino. De acordo com as hagiografias de Huberto, este ato foi simultaneamente revelado ao papa em uma visão, junto com uma injunção para nomear Hubert bispo de Maastricht.
Ele distribuía seus rendimentos episcopais entre os pobres, era diligente no jejum e na oração e tornou-se famoso por sua eloquência no púlpito. Em 720, em obediência a uma visão, Hubert trasladou as relíquias São Lamberto de Maastricht para Liège com grande pompa e cerimonial, com a ajuda de vários bispos vizinhos. Uma basílica para as relíquias foi construída no local do martírio de Lamberto e transformada em catedral no ano seguinte, sendo também a sé removida de Maastricht para Liège, que então apenas uma pequena aldeia. Isso lançou as bases da futura grandeza de Liège, da qual Lambert é homenageado como patrono, e Huberto como fundador e primeiro bispo.
Hubert evangelizou ativamente entre os pagãos nas extensas florestas das Ardenas e em Toxândria, um distrito que se estende desde junto Tongres até a confluência dos rios Waal e [[rio Reno|Reno].

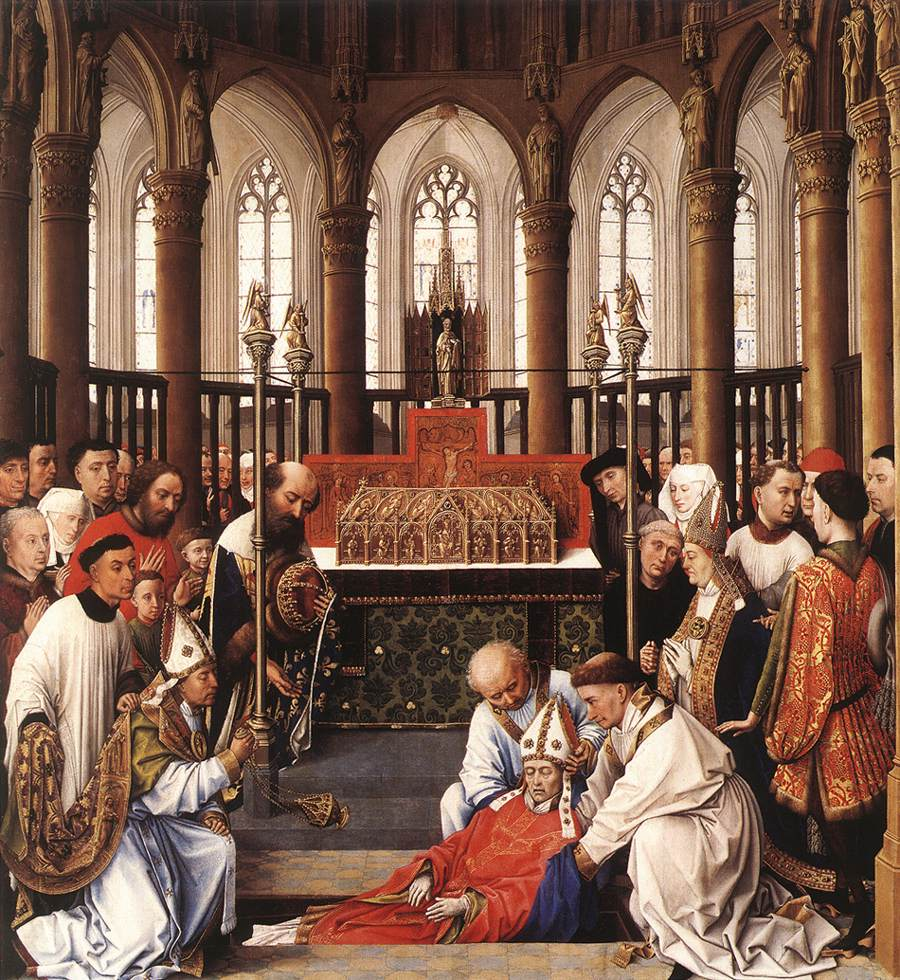
A exumação de Santo Huberto na igreja de São Pedro em Liège, por Rogier van der Weyden, c. 1437.

## Morte
Hubertus morreu pacificamente em um local chamado  Fura , localizado a 30 milhas de Liège, em 30 de maio de 727 ou 728. Foi sepultado pela primeira vez na colegiada Igreja de São Pedro, Liège, mas seus ossos foram exumados e transportados para a Abadia Beneditina de Amdain ("Andagium", em francês "Andage", atual Saint-Hubert, Bélgica) nas Ardenas em 825. A abadia tornou-se um foco de peregrinações, até que o caixão desapareceu durante a Reforma Protestante. Sua festa é 3 de novembro, provavelmente a data da tradução de suas relíquias para Amdain.

## Veneração
Hubert era amplamente venerado na Idade Média e, em parte devido ao seu nascimento nobre, várias ordens militares foram nomeadas em sua homenagem: a Bávara, a  Boémia Ordem Internacional de St. Hubertus e aquela do Eleitor Arcebispo de Colônia (Alemanha)
Huberto, junto com Quirino de Neuss, Cornélio, o Centurião e Antão do deserto, era venerado como um dos Quatro Marechais Sagrados ( Vier Marshals Deus ) na Renânia.
 A  Ordem de St. Hubertus Orden  (Ordem de Santo Huberto), uma ordem cavalheiresca, foi fundada em 1444 por Gerhard V do Ducado de Jülich (Jülich e Berg).
Na Igreja Anglicana, pelo menos duas igrejas foram dedicadas a Santo Huberto dentro da Igreja da Inglaterra.

### Patrono
Santo Huberto de Liège é patrono dos arqueiros; cães; trabalhadores florestais; caçadores; da caça; matemáticos; metalúrgicos; fundidores e da cidade de Liège.
Santo Hubert foi descrito incorretamente como o santo padroeiro dos caçadores quando foi homenageado pelos esportistas como o criador do comportamento ético de caça. Isso é uma falácia, pois ele renunciou à caça depois que teve sua visão. Na verdade, sua vida de caça foi vista por Deus como uma vida profana, que o levaria para o inferno. Na verdade, na Idade Média, quando Santo Huberto se tornou sacerdote, o clero foi proibido de caçar e, se o fizesse, teria de cumprir penitência.

## Galeria

Cervo de Santo Hubertus , o brasão de armas do município de Hollola
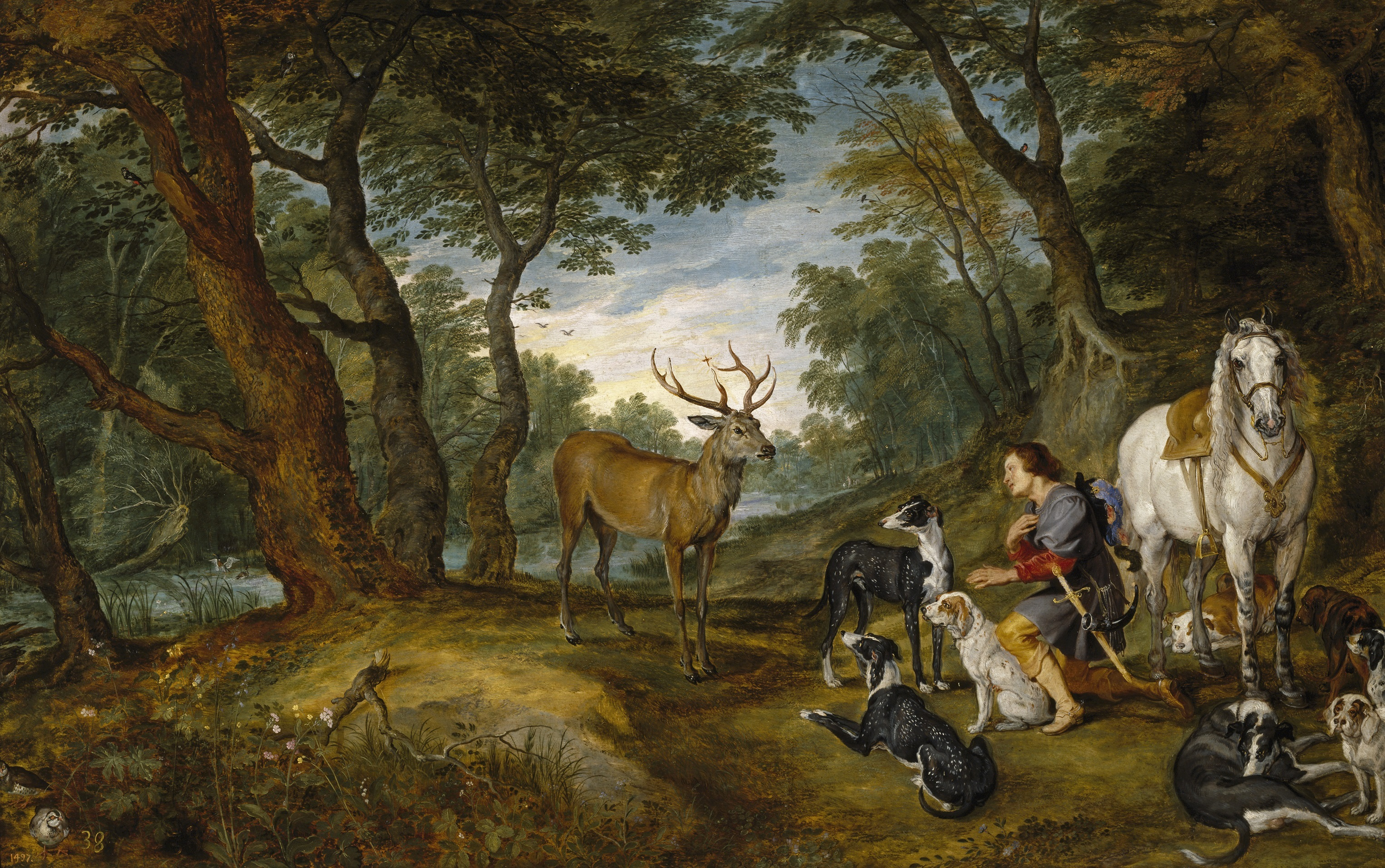
A visão de Santo Hubert (1617) por Jan Brueghel, o Velho  e Peter Paul Rubens, Museu do Prado, Madrid.
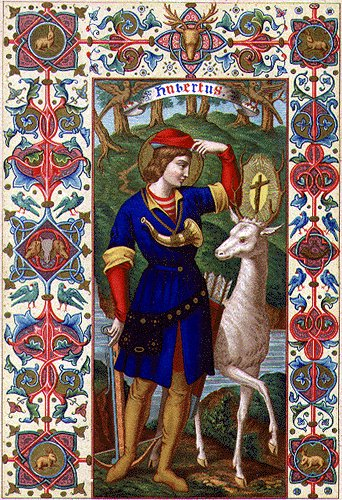
Uma impressão no estilo de manuscrito iluminado mostrando Hubert de Liège com o cervo.
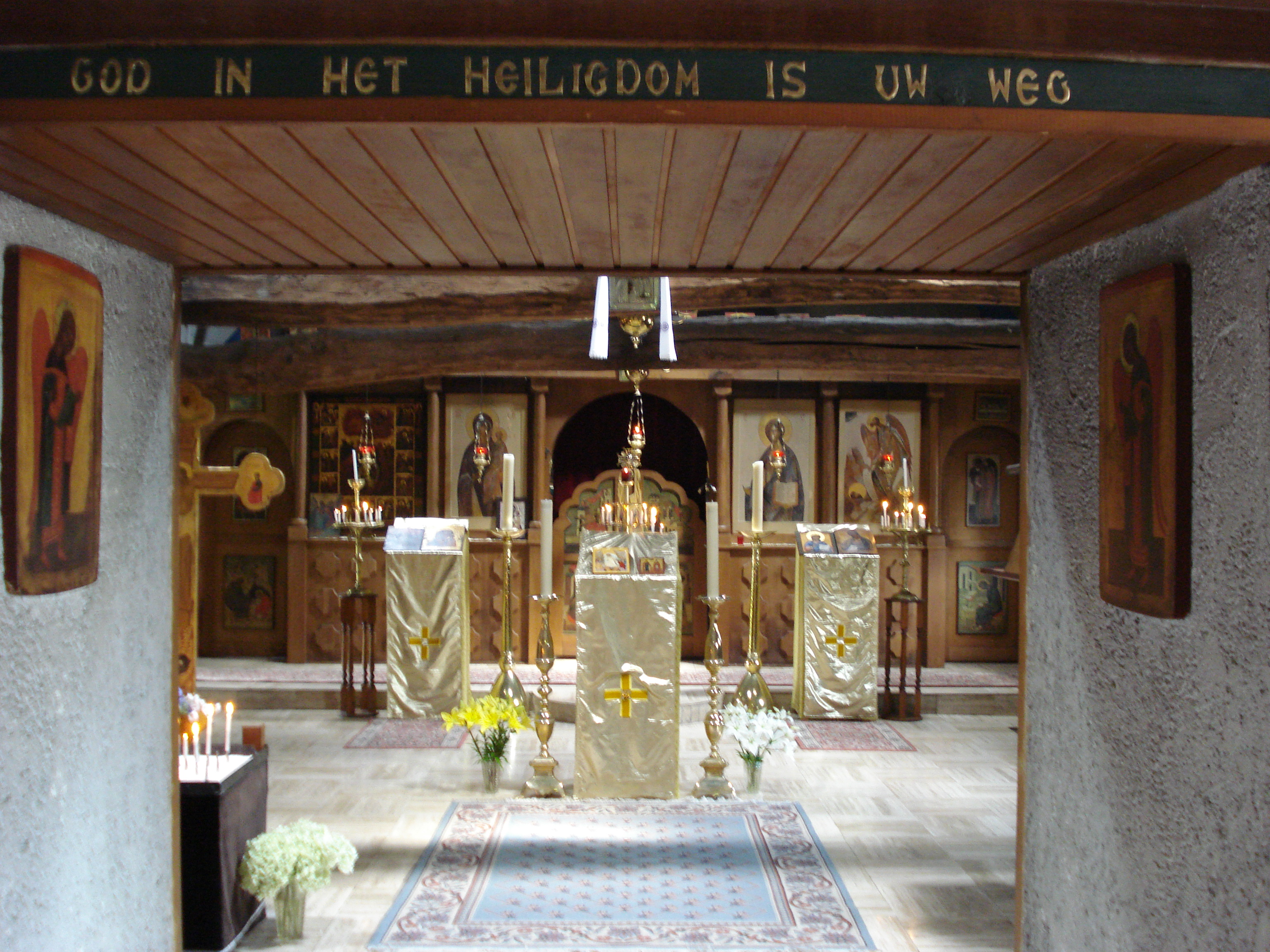
Igreja e monastério ortodoxo russo, interior em Sint Hubert, Holanda
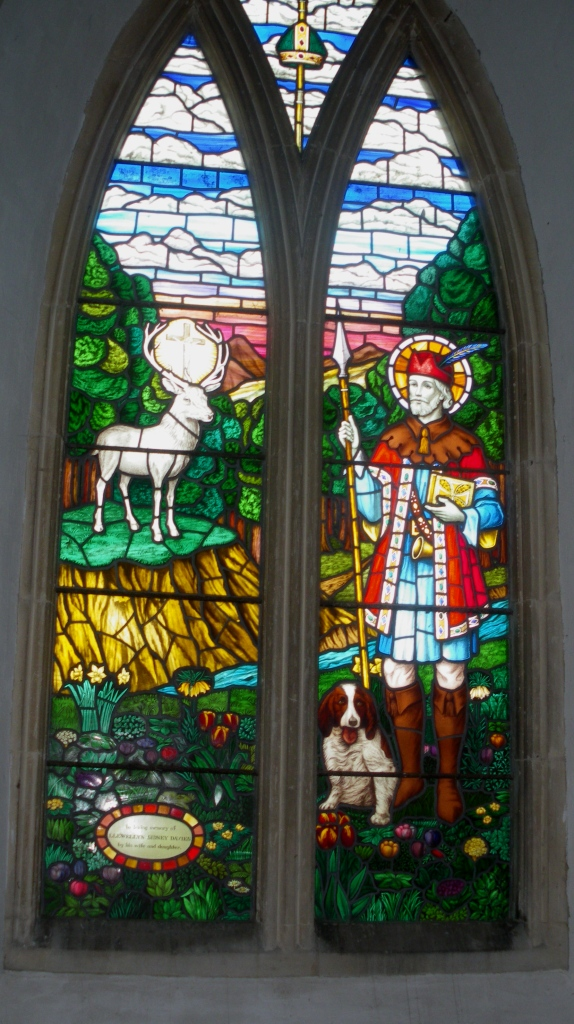
Vitral na Igreja de St Ethelbert, Herringswell, Suffolk, dedicado à memória de Llewellyn Sidney Davies.
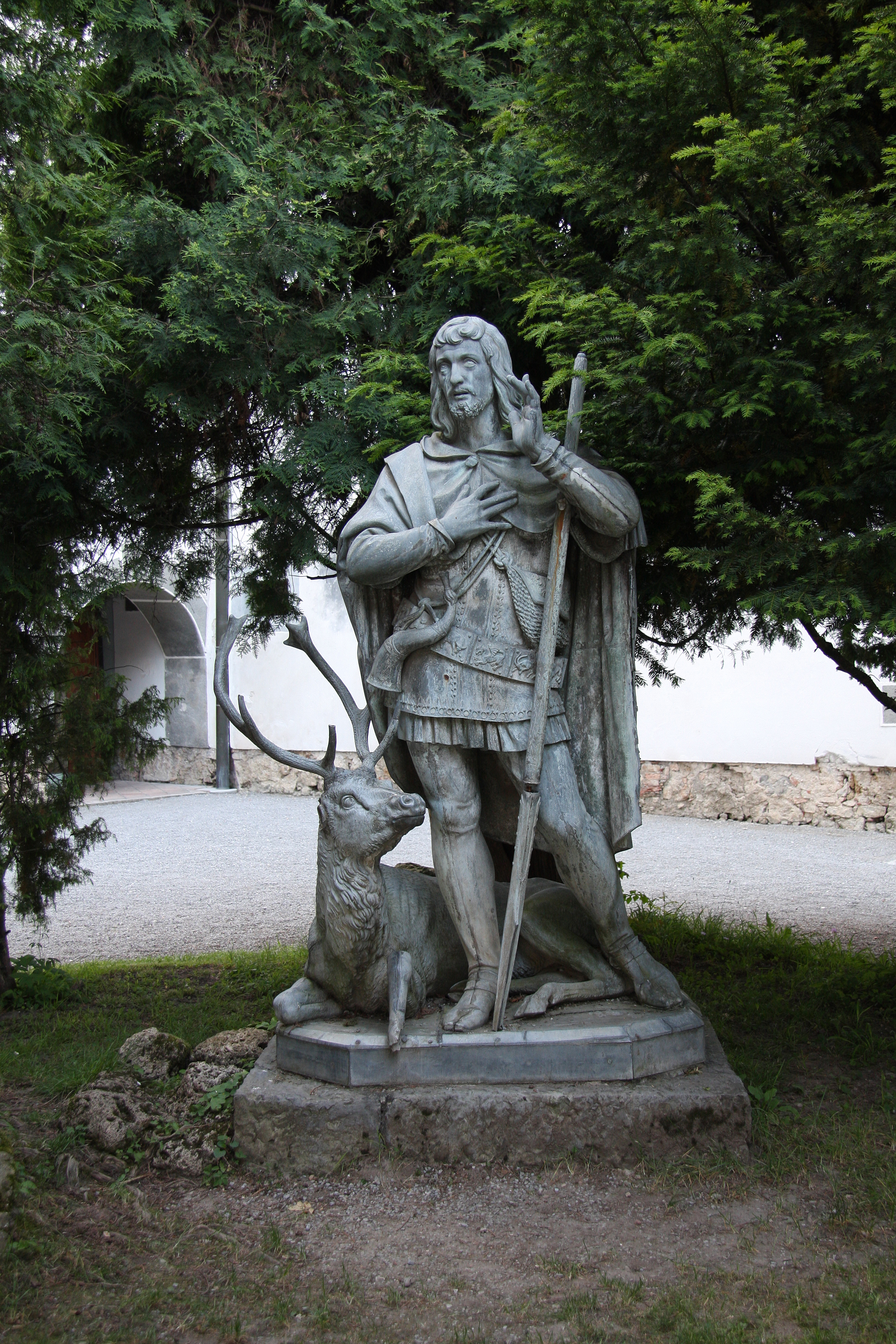
Uma estátua de zinco de São Hubert e um cervo do lado de fora do Castelo Bistra na Eslovênia
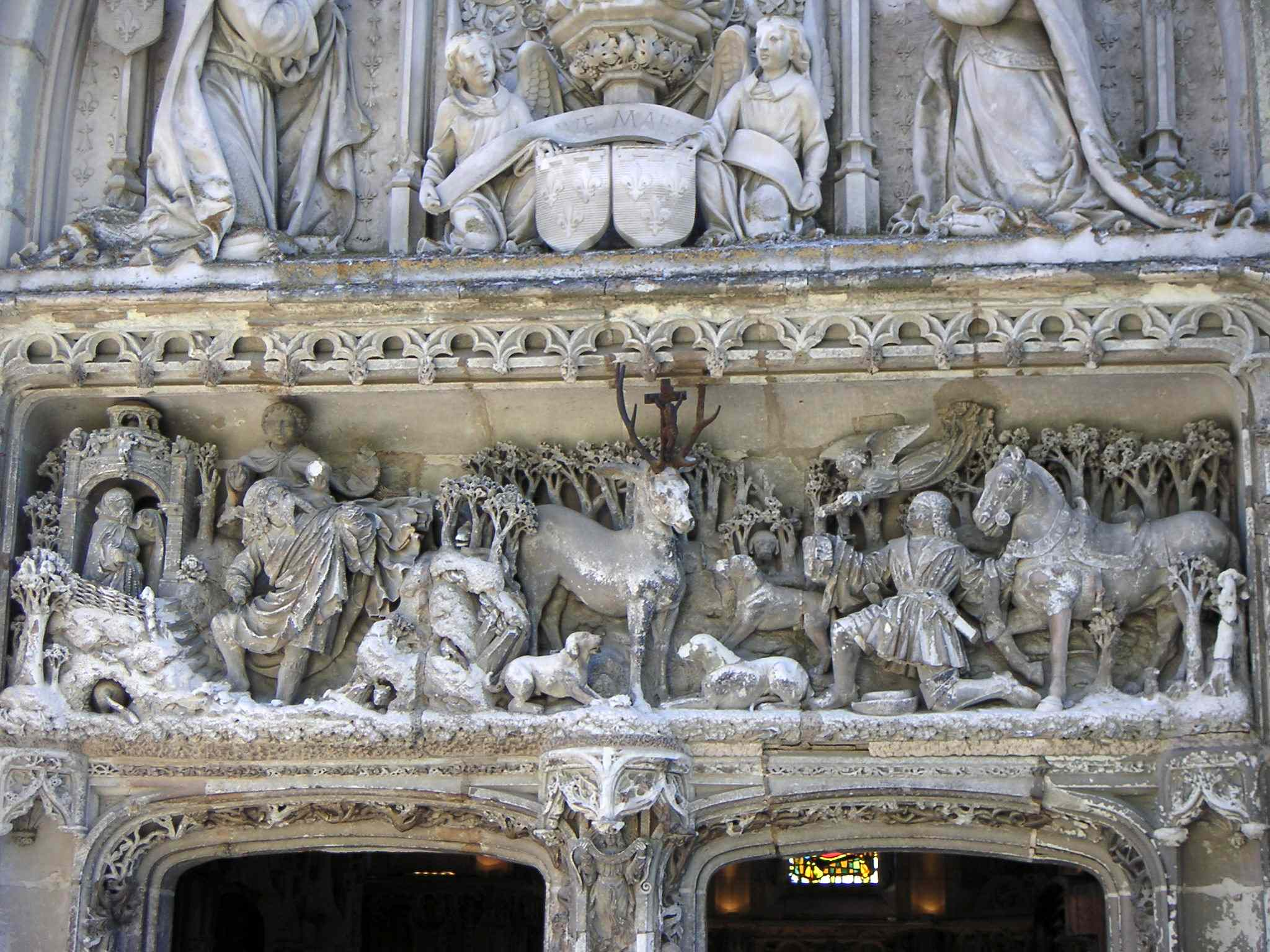
Representação do milagre do cervo em Château d'Amboise, França.
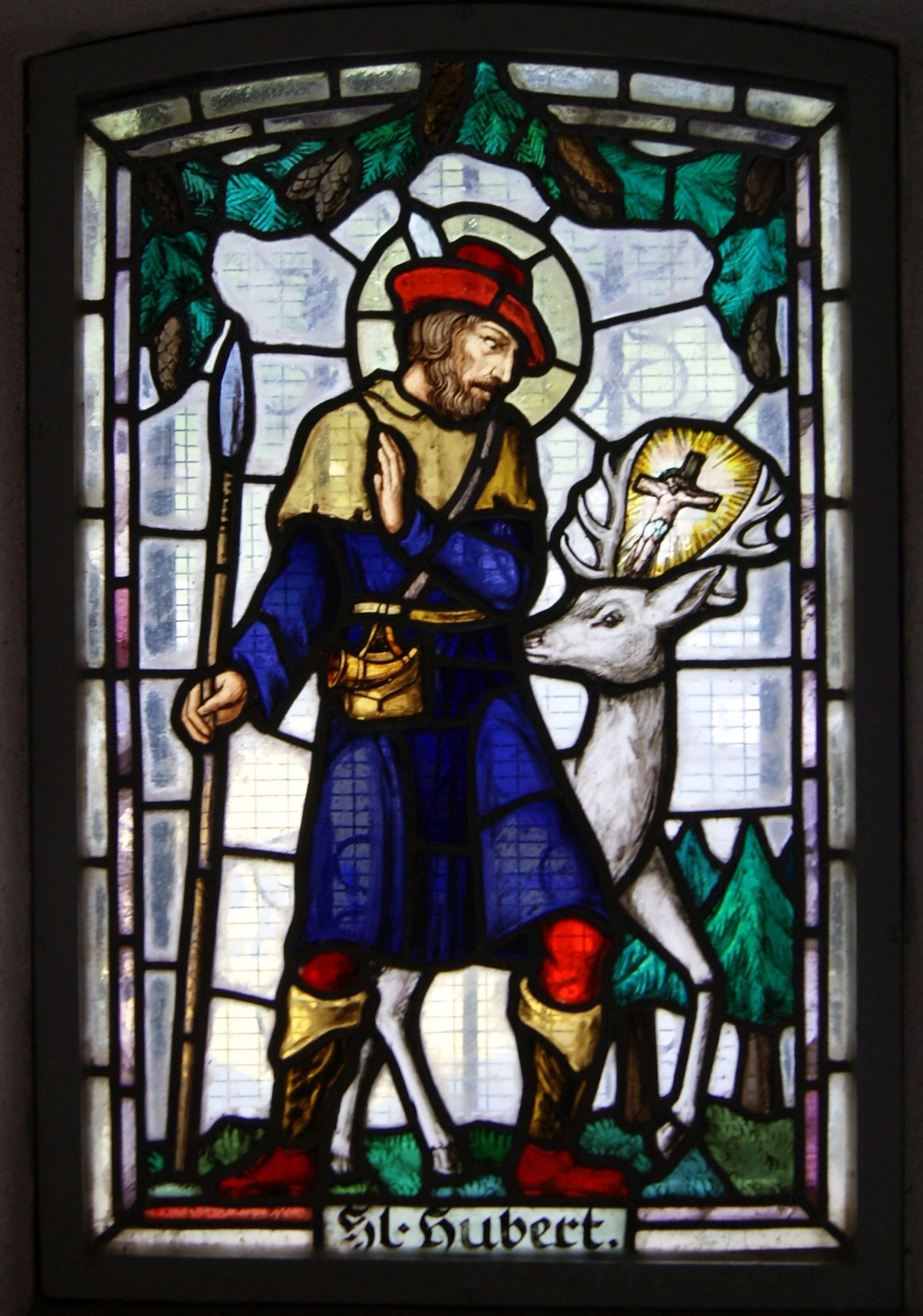
Janela de vidro com St. Hubert de Vorarlberg, Austria.
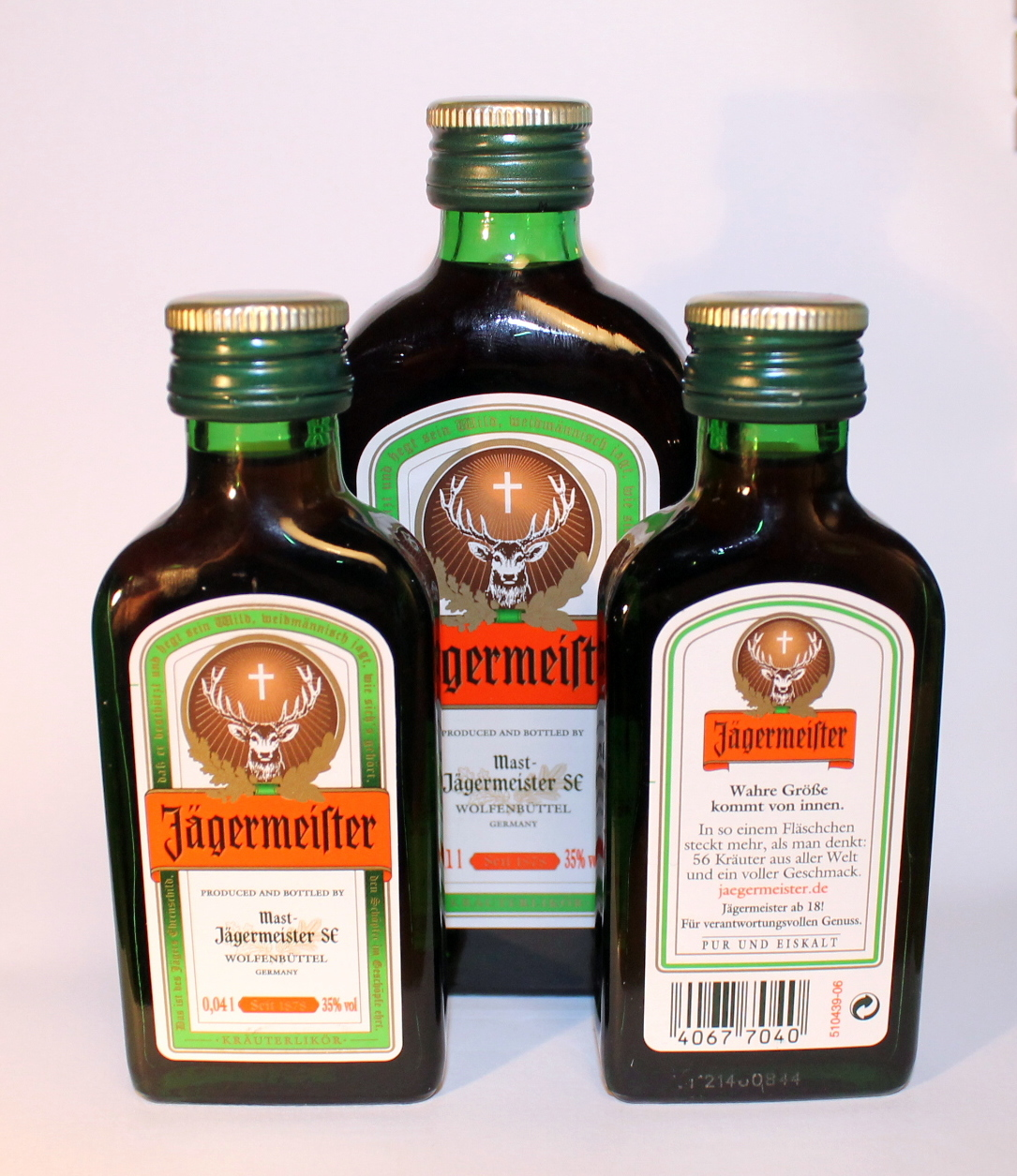
O cervo de St. Hubert como logotipo do licor de Jägermeister ("Master Hunter").
Cervo de Santo Huberto, o brasão de armas da cidade de Grodno